# 목치숙
목치숙(睦致淑, 1885년 2월 23일 ~ 1928년 4월 20일)은 일제강점기의 독립운동가이다. 본관은 사천이고, 출생지는 전라남도 고흥군이다.

## 경력
- 1905년 : 전남노회 순천지방회 조사
- 1919년 : 조선독립고흥단
- 1920년 : 조선청년회연합회, 고흥기독교청년회 회장
- 1922년 : 동강지방청년회 총무

## 상훈
- 1992년 : 건국훈장 애족장

## 가족
- 아들 : 목일신
  - 손자 : 목태상
  - 손녀 : 목혜정
  - 손녀 : 목수정[1]